# Пёмрит-Кентен
Пёмри́т-Кенте́н (фр. Peumerit-Quintin, брет. Purid-Kintin) — коммуна во Франции, находится в регионе Бретань. Департамент — Кот-д’Армор. Входит в состав кантона Ростренен. Округ коммуны — Генган.
Код INSEE коммуны — 22169.

## География
Коммуна расположена приблизительно в 420 км к западу от Парижа, в 125 км западнее Ренна, в 45 км к юго-западу от Сен-Бриё.
Вдоль восточной границы коммуны протекает река Блаве.

## Население
Население коммуны на 2016 год составляло 175 человек.
| 1962 | 1968 | 1975 | 1982 | 1990 | 1999 | 2010 | 2016 |
| ---- | ---- | ---- | ---- | ---- | ---- | ---- | ---- |
| 323  | 295  | 249  | 206  | 162  | 148  | 167  | 175  |

## Экономика
В 2007 году среди 104 человек в трудоспособном возрасте (15—64 лет) 71 были экономически активными, 33 — неактивными (показатель активности — 68,3 %, в 1999 году было 71,8 %). Из 71 активных работали 63 человека (36 мужчин и 27 женщин), безработных было 8 (4 мужчины и 4 женщины). Среди 33 неактивных 7 человек были учениками или студентами, 14 — пенсионерами, 12 были неактивными по другим причинам.

## Достопримечательности
- Часовня в деревне Лок (XVI век). Исторический памятник с 1930 года[8]
- Крест на кладбище в деревне Лок. Исторический памятник с 1930 года[9]

## Фотогалерея
- Крест на кладбище в деревне Лок
- Карта коммуны